# Лаврська церковнопарафіяльна школа
Лаврська церковнопарафіяльна школа — будівля зведена для потреб церковно-парафіяльної школи Києво-Печерської лаври в 1915-19 рр. Внаслідок революційних подій так ніколи і не використовувалась за призначенням. Нині в ній розміщується Академія мистецтв імені Павла Чубинського.

## Історія
За фундації митрополита Київського і Галицького Флавіана (Городецького) та проекта київського єпархіального архітектора Євгена Єрмакова будівлю для Лаврської церковно-парафіяльної школи почали зводити в першому півріччі 1915 р. Але через Першу світову війну будівництво невдовзі призупинилось. І хоча воно відновилось вже навесні 1916 р., проте через брак коштів її так і не було добудовано до Революції. 
В 1918 р. через протиріччя з Гетьманським урядом щодо реформи духовної освіти, Духовний собор Лаври уже не пов’язував майбутнє церковно-парафіяльної школи з монастирською обителлю. Відтак за ініціативою київського митрополита Антонія (Храповицького) та всупереч заповіту митрополита Флавіана, приміщення школи добудовували з пристосуванням до потреб школи пастирства, яку того ж року було започатковано на теренах Києво-Печерської лаври. Проте і цей намір не було реалізовано. 
Після добудови в 1919 р. приміщення використовували різні відомчі установи.